# Guglielmo d'Angiò
William FitzEmpress ("figlio dell'Imperatrice"), meglio noto come Guglielmo d'Angiò o Guglielmo Lungaspada (Argentan, 22 luglio 1136 – Rouen, 30 gennaio 1164) è stato un nobile normanno.
Era il più giovane dei tre figli dell'imperatrice Matilde  e di Goffredo Plantageneto, conte d'Angiò.

## Biografia

### Primi anni di vita
William FitzEmpress, noto anche come Guglielmo d'Angiò, nacque nel 1136, terzogenito del conte Goffredo V d'Angiò e di sua moglie, l'imperatrice Matilde, figlia del defunto re inglese Enrico I d'Inghilterra. Suoi fratelli maggiori erano il futuro re Enrico II d'Inghilterra e Goffredo VI d'Angiò, conte di Nantes.
Nacque nell'epoca nota come Anarchia, una guerra civile durata un ventennio scatenata da sua madre Matilde contro suo cugino Stefano di Blois, a cui contestava il diritto a regnare sull'Inghilterra. Durante l'infanzia Guglielmo vide poco i suoi genitori poiché entrambi impegnati nei combattimenti, suo padre in Normandia e sua madre in Inghilterra.
Nel 1151 il conte Goffredo morì improvvisamente all'età di 38 anni, lasciando soli la moglie e i tre figli adolescenti. Il principe Enrico divenne così il nuovo capo della dinastia dei Plantageneti; secondo il testamento del defunto conte, l'Angiò sarebbe andato ad Enrico finché non fosse diventato re d'Inghilterra, quando sarebbe passato al secondo fratello, Goffredo VI. Guglielmo apparentemente doveva rimanere senza titoli, forse avviato alla vita ecclesiastica.
La guerra sarebbe continuata fino al 1153, quando l'anziano re Stefano, stanco di combattere, giunse ad un accordo con Enrico. Venne rispettato il diritto di Stefano a regnare, ma solo per il resto della sua vita; alla sua morte la Corona sarebbe quindi passata ai Plantageneti, in modo da permettere una pacifica transizione del potere. Re Stefano sarebbe morto l'anno successivo, ed Enrico d'Angiò ascese al trono come Enrico II d'Inghilterra.

### Favorito di Enrico II
Nel 1156, ormai ventenne, Guglielmo era con suo fratello Enrico all'assedio di Chinon, causato dalla ribellione dell'altro fratello Goffredo. Guglielmo condusse per conto del re anche l'assedio al castello di Montreuil-Bellay; nel mentre lesse gli scritti del teorico militare romano Vegezio, e decise di replicarne le tattiche. L'assedio terminò il giorno successivo con una sua vittoria.
Nel settembre 1155 Enrico II tenne consiglio a Winchester, progettando di invadere l'Irlanda e affidarla a Guglielmo, elevandolo a re. Questi piani furono abbandonati quando la loro madre, l'imperatrice Matilde, vi si oppose, non considerando l'opera fattibile né degna d'essere intrapresa.
La conquista normanna dell'Irlanda fu comunque avviata, e nel giro di pochi anni Guglielmo divenne uno degli uomini più ricchi d'Inghilterra. Grazie al favore di cui godeva presso il fratello, gli furono concessi ben sette manieri (Maldon nell'Essex; Dartford, Hoo e Shorne nel Kent; Aylsham e Cawston nel Norfolk; Hintlesham nel Suffolk). Possedeva anche delle terre vicino Dieppe, in Normandia, di cui fu nominato visconte.

### Fallito matrimonio
Nel 1162 Guglielmo provò a sposare Isabella de Warenne, contessa di Surrey, una delle grandi ereditiere d'Inghilterra. Il loro grado di consanguineità era però piuttosto elevato, e per vari motivi: il defunto marito di Isabella, Guglielmo di Boulogne, era un lontano cugino di Guglielmo d'Angiò; le nonne materne dei due poi erano sorelle, e il nonno materno di Guglielmo era il prozio dell'altro.
A causa di questi rapporti familiari, il matrimonio richiedeva una speciale dispensa papale. Tali dispense venivano generalmente concesse senza difficoltà dal clero ai nobili; tuttavia Thomas Becket, arcivescovo di Canterbury e strenuo oppositore di re Enrico II, rifiutò di dispensare Guglielmo dai legami di sangue; così, per motivi puramente politici, il matrimonio non ebbe luogo. Isabella in seguito sposò comunque, dopo la morte di Guglielmo, un suo fratellastro illegittimo, Hamelin d'Angiò.

### Morte e conseguenze
Guglielmo morì poco dopo il fallito matrimonio, si diceva di crepacuore per la mancata unione con Isabella, e fu sepolto nella cattedrale di Notre-Dame a Rouen.
Suo fratello Enrico incolpò Becket della morte del fratello, e questo non fece che acuire la loro inimicizia. Quando Becket fu assassinato il 29 dicembre 1170 uno dei suoi uccisori era Richard le Breton, precedentemente cavaliere al servizio di Guglielmo. Quando Breton sferrò il colpo fatale all'arcivescovo, gli gridò: "Prendi questo, per amore del mio signore Guglielmo, fratello del re!".

## Eredità

Stemma del regno d'Inghilterra, di cui Guglielmo d'Angiò utilizzava i tre leoni.

### Possibile discendenza
Anche se ufficialmente Guglielmo non si sposò mai, alcune genealogie francesi lo identificherebbero con William Tournemine, sposato con Costanza di Penthièvre, una sorella del duca di Bretagna Conan IV. Guglielmo sarebbe quindi stato il fondatore della casata Tournemine e avrebbe avuto due figli da Costanza, Oliviero I e Goffredo. Tuttavia non ci sono prove certe di questo matrimonio, né della vera identità di William Tournemine.

### Primo stemma inglese
Guglielmo è noto anche per essere il primo nobile che abbia fatto ufficialmente uso del simbolo del leone rampante, ovvero dello stemma inglese. Ne è rimasta traccia nel documento di una concessione (datata 1163 circa) fatta da Guglielmo al suo attendente Solomon, sulla quale è presente il sigillo di Guglielmo, che lo ritrae a cavallo con la spada levata e lo scudo. Proprio sullo scudo appare l'immagine del leone rampante, e altri due sono presenti nei contorni del sigillo.

## Ascendenza
|                        |                           |                            | Genitori                            |  |  | Nonni |  |  | Bisnonni         |  |  | Trisnonni               |  |
|                        |                           |                            |                                     |  |  |       |  |  | Folco IV d'Angiò |  |  | Goffredo II di Gâtinais |  |
|                        |                           |                            |                                     |  |  |       |  |  | Folco IV d'Angiò |  |  | Goffredo II di Gâtinais |  |
|                        |                           | Ermengarde d'Angiò         |                                     |  |  |       |  |  | Folco IV d'Angiò |  |  |                         |  |
| Folco V d'Angiò        |                           |                            |                                     |  |  |       |  |  | Folco IV d'Angiò |  |  |                         |  |
|                        |                           | Bertrada di Montfort       | Simon I de Montfort                 |  |  |       |  |  |                  |  |  |                         |  |
|                        |                           | Bertrada di Montfort       | Simon I de Montfort                 |  |  |       |  |  |                  |  |  |                         |  |
|                        |                           | Bertrada di Montfort       | Agnese d'Évreux                     |  |  |       |  |  |                  |  |  |                         |  |
| Goffredo V d'Angiò     |                           | Bertrada di Montfort       |                                     |  |  |       |  |  |                  |  |  |                         |  |
|                        |                           | Elia I del Maine           | John de Beaugency                   |  |  |       |  |  |                  |  |  |                         |  |
|                        |                           | Elia I del Maine           | John de Beaugency                   |  |  |       |  |  |                  |  |  |                         |  |
|                        |                           | Elia I del Maine           | Paule del Maine                     |  |  |       |  |  |                  |  |  |                         |  |
| Eremburga del Maine    |                           | Elia I del Maine           |                                     |  |  |       |  |  |                  |  |  |                         |  |
|                        |                           | Matilda di Château-du-Loir | Gervais II, Lord di Château-du-Loir |  |  |       |  |  |                  |  |  |                         |  |
|                        |                           | Matilda di Château-du-Loir | Gervais II, Lord di Château-du-Loir |  |  |       |  |  |                  |  |  |                         |  |
|                        |                           | Matilda di Château-du-Loir | Éremburge                           |  |  |       |  |  |                  |  |  |                         |  |
| Guglielmo d'Angiò      |                           | Matilda di Château-du-Loir |                                     |  |  |       |  |  |                  |  |  |                         |  |
|                        | Guglielmo I d'Inghilterra | Roberto I di Normandia     |                                     |  |  |       |  |  |                  |  |  |                         |  |
|                        | Guglielmo I d'Inghilterra | Roberto I di Normandia     |                                     |  |  |       |  |  |                  |  |  |                         |  |
|                        | Guglielmo I d'Inghilterra | Herleva                    |                                     |  |  |       |  |  |                  |  |  |                         |  |
| Enrico I d'Inghilterra | Guglielmo I d'Inghilterra |                            |                                     |  |  |       |  |  |                  |  |  |                         |  |
|                        |                           | Matilde delle Fiandre      | Baldovino V di Fiandra              |  |  |       |  |  |                  |  |  |                         |  |
|                        |                           | Matilde delle Fiandre      | Baldovino V di Fiandra              |  |  |       |  |  |                  |  |  |                         |  |
|                        |                           | Matilde delle Fiandre      | Adele di Francia                    |  |  |       |  |  |                  |  |  |                         |  |
| Matilda d'Inghilterra  |                           | Matilde delle Fiandre      |                                     |  |  |       |  |  |                  |  |  |                         |  |
|                        |                           | Malcolm III di Scozia      | Duncan I di Scozia                  |  |  |       |  |  |                  |  |  |                         |  |
|                        |                           | Malcolm III di Scozia      | Duncan I di Scozia                  |  |  |       |  |  |                  |  |  |                         |  |
|                        |                           | Malcolm III di Scozia      | Suthen                              |  |  |       |  |  |                  |  |  |                         |  |
| Matilde di Scozia      |                           | Malcolm III di Scozia      |                                     |  |  |       |  |  |                  |  |  |                         |  |
|                        |                           | Margaret di Scozia         | Edoardo l'Esiliato                  |  |  |       |  |  |                  |  |  |                         |  |
|                        |                           | Margaret di Scozia         | Edoardo l'Esiliato                  |  |  |       |  |  |                  |  |  |                         |  |
|                        |                           | Margaret di Scozia         | Agata di Kiev                       |  |  |       |  |  |                  |  |  |                         |  |
|                        |                           | Margaret di Scozia         |                                     |  |  |       |  |  |                  |  |  |                         |  |